# Blankning

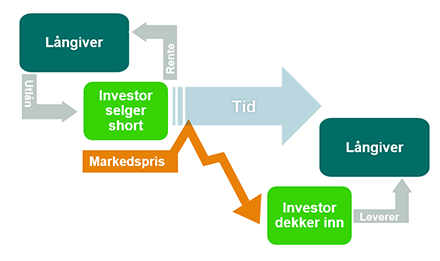
Illustration av normal blankning i två steg.

Blankning (äldre namn: baissespekulation) även kallat kortning eller att gå kort, är en försäljning av ett värdepapper utan att man äger värdepappret. Genom blankning uppkommer en kort position. För att blankaren ska kunna leverera värdepappret till köparen ingår blankaren ett värdepapperslån (när det gäller aktier kallat aktielån) där ena parten, utlånaren, mot en avgift eller ränta lånar ut ett värdepapper till blankaren under en överenskommen tidsperiod. När lånetiden löper ut återlämnar blankaren värdepappren till utlånaren.
Normalt har låntagaren en förväntan om fallande kurser under lånetiden, och kan sälja värdepappret vid lånetidens början och återköpa det vid dess slut. Vid fallande kurs uppstår då en kursvinst som tillfaller blankaren. Skulle kursen istället stiga tvingas blankaren återköpa värdepappret till ett högre pris och gör en kursförlust.
Vid blankning måste blankaren erlägga ett så kallat säkerhetskrav till utlånaren för att täcka motpartsrisken som uppkommer i och med värdepapperslånet. Säkerhetskravet är för att minska utlånande partens risk och säkerställa att blankaren kan återlämna lånade aktier även vid en kursuppgång eller andra finansiella svårigheter.
Vid en blankning övergår äganderätten inklusive eventuell rösträtt till blankaren, och övergår vidare till den som blankaren säljer till. Om bolaget skulle bli uppköpt eller gå i konkurs upphör aktielånet att gälla.
I Sverige är så kallad "naken blankning" förbjudet. Naken blankning innebär en värdepappersförsäljning utan att man förfogar över ett värdepapper genom att ha genomfört ett köp eller lånat in värdepappret.
Inom EU gäller rapporteringsplikt för alla korta positioner som överstiger ett visst gränsvärde. Betydande korta nettopositioner publiceras på Finansinspektionens webbplats.
Vid finansiella kriser har lagstiftaren ibland infört förbud mot blankning i ett försök att dämpa dramatiska prisfall. Bland annat infördes förbud mot blankning av aktier i USA under finanskrisen 2008. Effektiviteten i sådana förbud har dock ifrågasatts.

## Blankning i Sverige
Under upptakten till Kreugerkraschen 1931–1932 tvingades Ivar Kreuger att stödköpa aktier i sina egna företag för att stoppa blankningen (då kallad baissespekulation) av företagen på New York-börsen.
Blankning var länge förbjudet i Sverige. I februari 1987 tillsatte regeringen Carlsson den så kallade Värdepappersmarknadskommittén som i sitt slutbetänkande 1989 rekommendade att ändra lagen och tillåta blankning. Detta implementerades då regeringen Bildt år 1992 lade fram en proposition för en ny börslagstiftning som föreslog att ändra lagen så att blankning tilläts. Den huvudsakliga anledning som angavs till detta i propositionen var harmonisering av lagen till direktiv från Europeiska gemenskaperna (EG), nuvarande Europeiska unionen.
Efter finanskriserna under sensommaren 2008 började även svenska politiker att diskutera fenomenet. Finansminister Anders Borg uttalade sig negativt om blankning och föreslog regleringar för att stävja det hela. Även finansmannen Christer Gardell har gjort ett uttalande i media om att blankning bör förbjudas helt enkelt, eftersom förfarandet på tunna marknader gör normala prissättningar ineffektiva.

## Kritik
Blankning har ofta varit föremål för kritik. Blankning beskrivs av kritiker som marknadsmissbruk som är skadligt för företag och samhälle genom att det framkallar överdrivna prisrörelser och irrationellt beteende. Krav på att blankning bör förbjudas har förekommit.